# Finlandia na Zimowych Igrzyskach Olimpijskich 1994
Finlandię na Zimowych Igrzyskach Olimpijskich 1994 reprezentowało 61 zawodników w 8 dyscyplinach. 

## Zdobyte medale
| Medal  | Zawodnik | Dyscyplina sportowa | Konkurencja                      |
| ------ | --- | ------------------- | -------------------------------- |
| Srebro | Mika Myllylä | Biegi narciarskie   | 50 km stylem klasycznym mężczyzn |
| Brąz   | Mika Myllylä | Biegi narciarskie   | 30 km stylem dowolnym mężczyzn   |
| Brąz   | Jari Isometsä Harri Kirvesniemi Mika Myllylä Jari Räsänen | Biegi narciarskie   | Sztafeta mężczyzn                |
| Brąz   | Marja-Liisa Kirvesniemi | Biegi narciarskie   | 5 km stylem klasycznym mężczyzn  |
| Brąz   | Marja-Liisa Kirvesniemi | Biegi narciarskie   | 30 km stylem klasycznym mężczyzn |
| Brąz   | Mika Alatalo Raimo Helminen Erik Hämäläinen Timo Jutila Sami Kapanen Esa Keskinen Marko Kiprusoff Saku Koivu Janne Laukkanen Tero Lehterä Jere Lehtinen Jarmo Myllys Mikko Mäkelä Mika Nieminen Janne Ojanen Marko Palo Ville Peltonen Pasi Sormunen Mika Strömberg Jukka Tammi Petri Varis Hannu Virta | Hokej na lodzie     | Mężczyźni                        |

## Wyniki reprezentantów Finlandii

### Biathlon
Mężczyźni
- Harri Eloranta

sprint - 15. miejsce
bieg indywidualny - 30. miejsce
- Erkki Latvala

sprint - 54. miejsce
- Timo Seppälä

bieg indywidualny - 41. miejsce
- Erkki Latvala
Harri Eloranta
Timo Seppälä
Vesa Hietalahti

sztafeta - 5. miejsce
Kobiety
- Pirjo Aalto

sprint - 61. miejsce
- Katja Holanti

bieg indywidualny - 56. miejsce
- Mari Lampinen

sprint - 16. miejsce
bieg indywidualny - 48. miejsce
- Tuija Sikiö

sprint - 24. miejsce
bieg indywidualny - 38. miejsce
- Tuija Vuoksiala

sprint - 36. miejsce
bieg indywidualny - 55. miejsce
- Katja Holanti
Tuija Sikiö
Mari Lampinen
Tuija Vuoksiala

sztafeta - 10. miejsce

### Biegi narciarskie
Mężczyźni
- Jukka Hartonen

30 km stylem dowolnym - 13. miejsce
- Karri Hietamäki

50 km stylem klasycznym - 40. miejsce
- Jari Isometsä

10 km stylem klasycznym - 23. miejsce
30 km stylem dowolnym - 6. miejsce
- Harri Kirvesniemi

10 km stylem klasycznym - 9. miejsce
50 km stylem klasycznym - 12. miejsce
- Mika Myllylä

10 km stylem klasycznym - 6. miejsce
Bieg łączony - 4. miejsce
30 km stylem dowolnym - 
50 km stylem klasycznym - 
- Jari Räsänen

10 km stylem klasycznym - 12. miejsce
Bieg łączony - 6. miejsce
30 km stylem dowolnym - 11. miejsce
- Sami Repo

50 km stylem klasycznym - 37. miejsce
- Mika Myllylä
Harri Kirvesniemi
Jari Räsänen
Jari Isometsä

sztafeta - 
Kobiety
- Mari Hietala

15 km stylem dowolnym - 24. miejsce
- Marja-Liisa Kirvesniemi

5 km stylem klasycznym - 
Bieg łączony - 13. miejsce
30 km stylem klasycznym - 
- Merja Lahtinen

15 km stylem dowolnym - 16. miejsce
30 km stylem klasycznym - 15. miejsce
- Pirkko Määttä

5 km stylem klasycznym - 9. miejsce
Bieg łączony - 15. miejsce
30 km stylem klasycznym - 14. miejsce
- Tuulikki Pyykkönen

5 km stylem klasycznym - 18. miejsce
Bieg łączony - DNS
- Marjut Rolig

5 km stylem klasycznym - 14. miejsce
Bieg łączony - 21. miejsce
30 km stylem klasycznym - 8. miejsce
- Pirkko Määttä
Marja-Liisa Kirvesniemi
Merja Lahtinen
Marjut Rolig

sztafeta - 4. miejsce

### Hokej na lodzie
Mężczyźni
- Mika Alatalo, Raimo Helminen, Erik Hämäläinen, Timo Jutila, Sami Kapanen, Esa Keskinen, Marko Kiprusoff, Saku Koivu, Janne Laukkanen, Tero Lehterä, Jere Lehtinen, Jarmo Myllys, Mikko Mäkelä, Mika Nieminen, Janne Ojanen, Marko Palo, Ville Peltonen, Pasi Sormunen, Mika Strömberg, Jukka Tammi, Petri Varis, Hannu Virta -

### Kombinacja norweska
Mężczyźni
- Hannu Manninen

Gundersen - 38. miejsce
- Jari Mantila

Gundersen - 14. miejsce
- Tapio Nurmela

Gundersen - 25. miejsce
- Topi Sarparanta

Gundersen - 20. miejsce
- Jari Mantila
Tapio Nurmela
Topi Sarparanta

sztafeta - 5. miejsce

### Łyżwiarstwo figurowe
Kobiety
- Mila Kajas

solistki - 12. miejsce
Pary
- Susanna Rahkamo
Petri Kokko

Pary taneczne - 4. miejsce

### Narciarstwo alpejskie
Mężczyźni
- Janne Leskinen

zjazd - 30. miejsce
supergigant - 13. miejsce
gigant - DNF
kombinacja - 22. miejsce
- Mika Marila

supergigant - 40. miejsce
gigant - 12. miejsce
slalom - DNF
kombinacja - 21. miejsce

### Narciarstwo dowolne
Mężczyźni
- Janne Lahtela

jazda po muldach - 9. miejsce
- Juha Holopainen

jazda po muldach - 20. miejsce
Kobiety
- Minna Karhu

jazda po muldach - 13. miejsce

### Skoki narciarskie
Mężczyźni
- Janne Ahonen

Skocznia normalna - 37. miejsce
Skocznia duża - 25. miejsce
- Ari-Pekka Nikkola

Skocznia normalna - 16. miejsce
Skocznia duża - 22. miejsce
- Jani Soininen

Skocznia normalna - 6. miejsce
Skocznia duża - 5. miejsce
- Janne Väätäinen

Skocznia normalna - 30. miejsce
- Raimo Ylipulli

Skocznia duża - 18. miejsce
- Raimo Ylipulli
Janne Väätäinen
Janne Ahonen
Jani Soininen

Drużynowo - 5. miejsce